# Абдулає Сек
Абдулає Сек (фр. Abdoulaye Seck, нар. 4 червня 1992) — сенегальський футболіст, центральний захисник клубу «Маккабі» (Хайфа) та національної збірної Сенегалу.

## Клубна кар'єра
У дорослому футболі дебютував 2009 року виступами за команду «Стад де Мбур», в якій провів один сезон. Згодом протягом першої половини 2010-х продовжував грати на батьківщині, встигнувши пограти за «Туре Кунда», «Каса Спортс» та «Діамбар». 
Влітку 2014 року перебрався до Європи, приєднавшись на правах оренди до лав норвезького «Генефосса». На початку наступного року уклав з клубом повноцінний контракт, а навесні 2016 року перейшов до іншої місцевої команди, «Саннефіорда».
У серпні 2018 року став гравцем бельгійського «Антверпена», де спочатку був гравцем глибокого резерву, утім з часом виборов довіру тренерського штабу і в сезоні 2020/21 вже був стабільним основним центральним захисником команди.

## Виступи за збірну
2013 року дебютував в офіційних матчах у складі національної збірної Сенегалу. Відтоді нерегулярно, утім неодноразово викликався до лав збірної. 
Був включений до її заявки на Кубок африканських націй 2021, що проходив на початку 2022 року в Камеруні і де сенегальці уперше стали чемпіонами Африки. В іграх турніру, утім, на поле не виходив, залишаючись у резерві.

## Титули і досягнення
- Володар Кубка Бельгії (1):

«Антверпен»: 2019-20
- Чемпіон Ізраїлю (1):

«Маккабі» (Хайфа): 2022-23
- Володар Суперкубка Ізраїлю (1):

«Маккабі» (Хайфа): 2023
Збірні
- Володар Кубка африканських націй (1):

2021